# توکل‌آباد (جون‌آباد)
توکل آباد روستایی در دهستان جون آباد بخش لادیز شهرستان میرجاوه استان سیستان و بلوچستان ایران است.

## جمعیت
بر پایه سرشماری عمومی نفوس و مسکن در سال ۱۳۹۵ جمعیت این مکان ۲۳ نفر (۴خانوار) بوده‌است.